# Paranapanema (gemeente)
Paranapanema is een stad en gemeente in de Braziliaanse deelstaat São Paulo. De gemeente Paranapanema omvat naast de gelijknamige stad onder andere de plaats Holambra II. Het is gelegen aan de oevers van de gelijknamige rivier. De gemeente telt 17.752 inwoners (schatting 2009).

## Geschiedenis
Paranapanema werd in 1859 opgericht als freguesia onder de naam Bom Sucesso. In 1885 werd Bom Sucesso verheven tot gemeente en in 1906 tot stad. Achtentwintig jaar werd de gemeente Bom Sucesso opgeheven en ingedeeld bij de gemeente Itaí. In 1944 werd dit weer ongedaan gemaakt. De voormalige gemeente Bom Sucesso werd toen hernoemd naar Paranapanema.

## Galerij

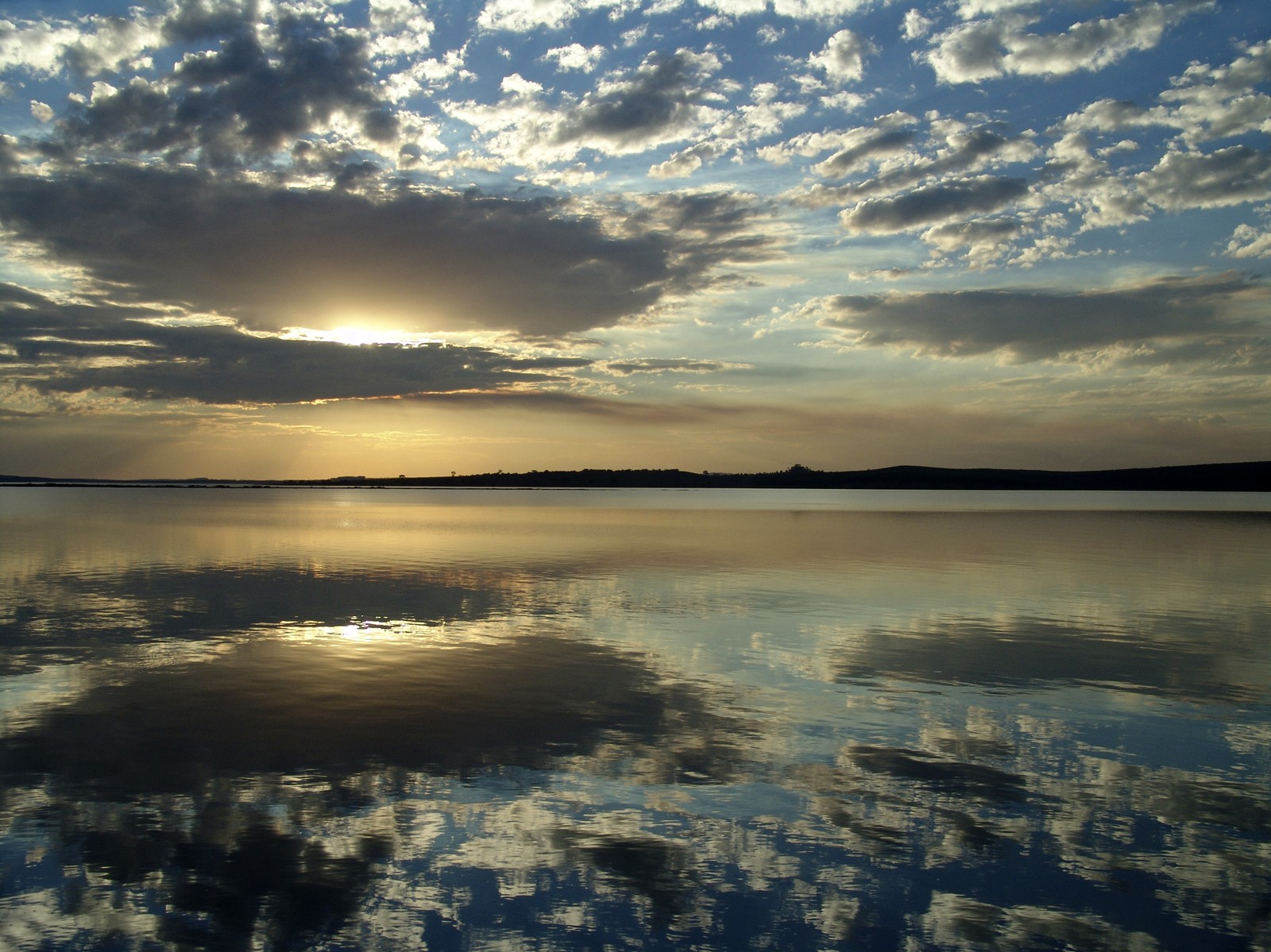
De gelijknamige rivier in de gemeente Paranapanema
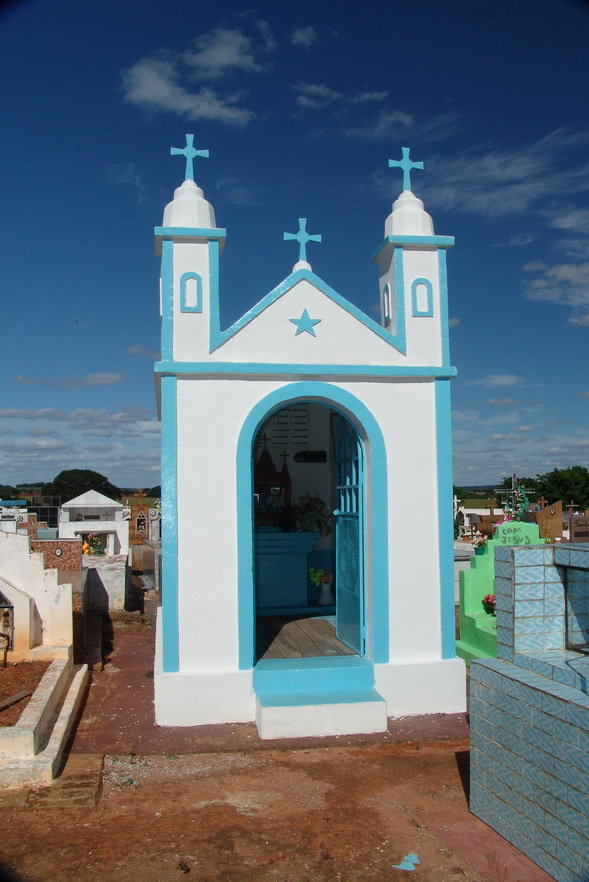
Kleine kapel
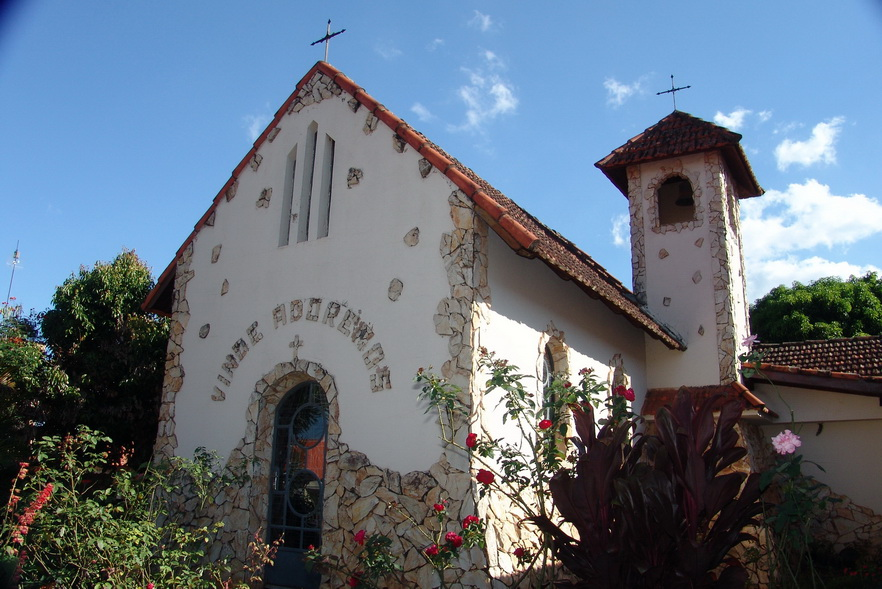
Kapel